# Chvalčov
Chvalčov este o arie protejată (arie specială de conservare — SAC, sit de importanță comunitară — SCI) din Republica Cehă întinsă pe o suprafață de 1,19 ha, integral pe uscat.

## Localizare
Centrul sitului Chvalčov este situat la coordonatele 49°23′18″N 17°42′29″E / 49.388333°N 17.708056°E.

## Înființare
Situl Chvalčov a fost declarat sit de importanță comunitară în aprilie 2005 pentru a proteja 1 specie de animale. Situl a fost protejat și ca arie specială de conservare în decembrie 2013.

## Biodiversitate
Situată în ecoregiunea continentală, aria protejată nu include niciun habitat protejat.
La baza desemnării sitului se află o specie protejată de  amfibieni: triton cu creastă (Triturus cristatus).